# Nova Visió
La Nova Visió, també conegut com a Neues Sehen o Neue Optik va ser un moviment artístic no específic de la fotografia que es va desenvolupar en la dècada de 1920. Aquest moviment es relaciona directament amb els plantejaments de la Bauhaus. La Nova Visió considera la fotografia com una pràctica artística autònoma amb les seves pròpies lleis de composició i il·luminació, a través de la qual l'objectiu de la càmera es converteix en un segon ull per poder mirar el món. Aquesta nova mirada es basa en l'ús d'enquadraments sorprenents, en la recerca del contrast en les formes i en la llum, en l'ús de plànols en picat i contrapicat, etc. És coetani a la Nova objectivitat amb la qual comparteix la defensa de la fotografia com un mitjà específic d'expressió artística, encara que Nova visió defensa l'experimentalisme i l'ús de procediments tècnics en l'expressió fotogràfica.

## Història
En el període d'entreguerres es produeix un canvi significatiu en el camp de fotografia. D'una banda hi ha una reacció als plantejaments pictòrics; i de l'altra, un interès per les noves formes d'expressió artística. Els tres principals corrents que sorgeixen en aquesta època són la Nova Visió, la Nova objectivitat i la fotografia directa. En tots es busca l'especificitat del mitjà fotogràfic i la seva separació de la pintura. Des d'aquests moviments es van fer moltes crítiques a les associacions fotogràfiques existents que pretenien mantenir els models pictòrics, se les va acusar d'insubstancials, de tenir una perspectiva massa limitada, ja que només atenien als seus propis pressupòsits, i de produir imatges poc atractives i allunyades de la realitat.
Però el moviment de la Nova Visió també va rebre crítiques dels defensors de la fotografia directa i la Nova Objectivitat, que els acusava d'experimentalisme, d'incapacitat de produir d'una manera uniforme i de fer fotografies d'aficionats amb un baix nivell de qualitat tècnica. A aquesta darrera qüestió van respondre amb la creació de classes de fotografia pura a l'escola de la Bauhaus i amb una evolució cap a una fotografia cada vegada més objectiva.
Aquest corrent estava format principalment per joves constructivistes russos com Ròdtxenko i fotògrafs de la Bauhaus. Entre els seus recursos estilístics es trobaven els enquadraments des de punts de vista molt exagerats, els experiments de llums i ombres que de vegades produïen grans àrees molt fosques a la foto, l'ús de fotomuntatges i collages i una composició fotogràfica regida d'una manera estricta pels principis perceptius de la Bauhaus. La creativitat està més desenvolupada en els temes que aborda i en la nova interpretació que es dona a la presa fotogràfica.
Les obres solen contenir un cert contingut didàctic, ja que fan que l'espectador es trobi amb una imatge que és difícil de reconèixer com a element de la realitat. La conseqüència immediata és la poca uniformitat de les obres i el seu caràcter experimental.

## Film und Foto
L'exposició FIFO, organitzada el 1929 per la Deutscher Werkbund a Stuttgart, és considerada com la primera gran mostra de la fotografia moderna europea i americana, i va servir d'aparador a les idees artístiques de la Nova Visió. Poc abans d'inaugurar-la, la tardor de 1928 László Moholy-Nagy i Sigfried Giedion, que s'havien encarregat de la sala principal de l'exposició, van introduir un canvi en la programació prevista inicialment i la van convertir en la representació de la Nova Visió.
Aquesta exposició en què es van mostrar 1.200 obres de 191 artistes entre els entre els quals hi havia representants del món del cinema, pintors, fotògrafs i de les arts visuals en general, es podria considerar com la culminació d'una producció experimental realitzada amb aquests mitjans i a Alemanya es va convertir en una retrospectiva d'aquestes idees abans que s'imposés la rígida estètica propugnada pel règim nazi. De fet autors com Lazlo Moholy-Nagy van emigrar als Estats Units poc després.
La selecció d'autors va ser obra de diversos artistes, mentre Moholy-Nagy va participar en la de fotògrafs europeus, Edward Weston es va encarregar dels americans. Entre d'altres es va exposar l'obra de Berenice Abbott, Willi Baumeister, Marcel Duchamp, Hannah Höch, Eugène Atget, Man Ray, Alexander Rodtschenko, Edward Steichen, Imogen Cunningham, Charles Sheeler, Brett Weston, etc. Els treballs elegits destacaven pels seus enquadraments sorprenents, com les fotos preses per Willi Ruge mentre queia en paracaigudes, la utilització del fotomuntatge, etc. Després de visitar l'exposició, el crític Franz Roh va escriure l'assaig anomenat Foto-Auge (Foto-Ull) en el qual recull que la fotografia ha canviat d'una manera definitiva. Aquesta exposició va recórrer aquell mateix any les ciutats de Zúric, Berlín, Danzig i Viena, i el 1931 es va presentar a Tòquio i Osaka.

## Autors
Alguns dels principals són:
- Aenne Biermann
- Erich Consemüller
- Andreas Feininger
- Lucia Moholy
- László Moholy-Nagy
- Walter Peterhans
- Alexander Rodtschenko
- Umbo